# A Budapest-Fasori Evangélikus Gimnázium egykori és jelenlegi híres diákjainak, tanárainak listája
Az alábbi lista a Budapest-Fasori Evangélikus Gimnázium egykori és jelenlegi híres diákjai, tanárai közül sorol fel néhányat.

## Neves diákjai
| Ábécé szerinti tartalomjegyzék                                                                           |
| --- |
| A, Á B C Cs D Dz Dzs E, É F G Gy H I, Í J K L Ly M N Ny O, Ó Ö, Ő P Q R S Sz T Ty U, Ú Ü, Ű V W X Y Z Zs |

### A, Á
- Ambrus Gyula, orvos, a Magyar Tudományos Akadémia külső tagja
- Angyal Dávid, történész, irodalomtörténész, egyetemi tanár, a Bécsi Magyar Történeti Intézet igazgatója, a Magyar Tudományos Akadémia rendes tagja, a Corvin-koszorú birtokosa

### B
- Balogh János, zoológus, ökológus, egyetemi tanár, a Magyar Tudományos Akadémia rendes tagja, Kossuth-díjas, Széchenyi-díjas
- Batiz András, műsorvezető, szerkesztő, kormányszóvivő (érettségi vizsgáját nem a Fasorban szerezte meg)
- Bitskey Tibor, színművész, Kossuth-díjas
- Blum Tamás karmester
- Bogsch Árpád, jogász, az ENSZ Szellemi Tulajdon Világszervezete (WIPO) magyar származású nyugalmazott főigazgatója
- Bókay János, orvos, a Magyar Tudományos Akadémia levelező tagja
- Bródy András, közgazdász, Széchenyi-díjas

### Cs
- Császár Elemér, fizikus, a Magyar Tudományos Akadémia levelező tagja
- Cselőtei László, a Magyar Tudományos Akadémia rendes tagja, állami díjas

### D
- Doráti Antal, karmester

### F
- Facsinay László, geofizikus, Kossuth-díjas
- Falk Miksa, író, politikus, lapszerkesztő, a Magyar Tudományos Akadémia levelező tagja
- Faludy György, költő, író, műfordító, Kossuth-díjas
- Farkasdy Zoltán, építész, Kossuth-díjas
- Fényes Adolf, festőművész
- Fröhlich Izidor, fizikus, a Magyar Tudományos Akadémia rendes tagja
- Fröhlich Pál, fizikus, a Magyar Tudományos Akadémia levelező tagja

### G
- Glatz Oszkár, festőművész
- Glück Tibor, orvos, feltaláló
- Gór Csaba, politikus, jogász

### Gy
- Győry Tibor, a Magyar Tudományos Akadémia levelező tagja

### H
- Haar Alfréd, matematikus, a Magyar Tudományos Akadémia levelező tagja
- Halász Tamás, sakkozó, nemzetközi mester, programozó matematikus
- Harsányi János, közgazdász, Közgazdasági Nobel-emlékdíj (1994), a Magyar Tudományos Akadémia tiszteletbeli tagja
- Herzl Tivadar, író, újságíró
- Horn Artúr, a Magyar Tudományos Akadémia rendes tagja, állami díjas
- Hottovy Tibor, urbanisztikus, informatikus, a Magyar Tudományos Akadémia külső tagja

### I
- Ignotus, újságíró

### J
- Jánossy György, állami díjas építész

### K
- Kandó Kálmán, mérnök, a Magyar Tudományos Akadémia levelező tagja (öt évig fasori diák)
- Kálmán Imre, zeneszerző
- Karlovszky Bertalan, festőművész
- Karsay Dorottya, emberjogi aktivista
- Kéler Napóleon, építész
- Kovács István, fizikus, a Magyar Tudományos Akadémia rendes tagja, állami díjas, Kossuth-díjas
- Kölcsey Kálmán, Kölcsey Ferenc unokaöccse
- Körmendi-Frim Jenő, szobrász
- Krempels Tibor, állami díjas mérnök
- Krepuska Géza, fülorvos
- Kucsman Árpád, vegyész, Széchenyi-díjas

### L
- Ladik János, biofizikus, a Magyar Tudományos Akadémia külső tagja
- Lukács György, filozófus, a Magyar Tudományos Akadémia rendes tagja, Kossuth-díjas

### M
- Markos Olivér, jogász, politikus, a Lakatos-kormány kereskedelmi- és közlekedésügyi minisztere
- Márk Tivadar, iparművész, jelmeztervező, Kossuth-díjas
- Moravcsik Gyula, klasszika-filológus, történész, a Magyar Tudományos Akadémia rendes tagja, Kossuth-díjas

### N
- Neumann János, matematikus

### P
- Pál Dániel Levente, költő, dramaturg, szerkesztő
- Pigler Andor, művészettörténész, Kossuth-díjas, Széchenyi-díjas
- Pecz Samu, építész
- Petőfi Sándor, költő (két évig fasori diák)
- Petri Gábor állami díjas orvos, sebész, a Magyar Tudományos Akadémia rendes tagja
- Podmaniczky Frigyes, író, politikus, városrendező, városépítő
- Pulszky Károly, műtörténetíró, a Magyar Tudományos Akadémia levelező tagja

### R
- Rakovszky István, a Magyar Tenisz Szövetség, Golf Szövetség, stb elnöke
- Rakovszky Iván, politikus, miniszter
- Rátonyi Róbert, színművész
- Riedl Frigyes, irodalomtörténész, a Magyar Tudományos Akadémia levelező tagja

### S
- Sebők Tamás (Thomas A. Sebeök), nyelvész, a Magyar Tudományos Akadémia tiszteletbeli tagja
- Stein Aurél, ázsiakutató, a Magyar Tudományos Akadémia külső tagja

### Sz
- Szegő Miklós, vegyészmérnök, Kossuth-díjas
- Szepesy Gyula, nyelvész
- Szidarovszky János, filológus, a Magyar Tudományos Akadémia levelező tagja
- Sztankay István, színművész, Kossuth-díjas

### T
- Tátrai Vilmos, hegedűművész, Kossuth-díjas
- Telegdi-Roth Károly, geológus, paleontológus, a Magyar Tudományos Akadémia levelező tagja
- Tomcsányi Pál, kutatóprofesszor, a Magyar Tudományos Akadémia rendes tagja, Széchenyi-díjas

### V
- Vankó Richárd, gépészmérnök, Kossuth-díjas
- Vidor Emil, műépítész

### W
- Wellmann Imre, történész, a Magyar Tudományos Akadémia rendes tagja
- Wigner Jenő, Nobel-díjas fizikus, a Magyar Tudományos Akadémia tiszteletbeli tagja
- id. Würtzler Béla hegedűs, a Ganz és Társa Rt. cégvezetője

### Z
- Zimmermann Ágoston, állatorvos, a Magyar Tudományos Akadémia rendes tagja, Kossuth-díjas.

## Jeles tanárai
- Böhm Károly (1846–1911), filozófia, a Magyar Tudományos Akadémia rendes tagja
- Császár Elemér (1874–1940), irodalomtörténet, a Magyar Tudományos Akadémia rendes tagja
- Dobos Krisztina, matematikus, pedagógus, politikus
- Dorner József (1808–1873), botanika, a Magyar Tudományos Akadémia levelező tagja
- Fest Sándor (1883–1944), filológia, a Magyar Tudományos Akadémia levelező tagja
- Frölich Róbert (1844–1894), klasszikus filológia, a Magyar Tudományos Akadémia levelező tagja
- Greguss Gyula (1829–1869), fizika, a Magyar Tudományos Akadémia levelező tagja
- Gyapay Gábor (1924–2009), történelem, 1989 és 1994 között igazgató
- Győry Vilmos (1838–1885), szépírás és műfordítás, a Magyar Tudományos Akadémia levelező tagja
- Heckenast Gusztáv (1922–1999), Kossuth-díjas
- Heinrich Gusztáv (1845–1922), germán filológia, a Magyar Tudományos Akadémia rendes tagja
- Kilczer Gyula (1892–1974), geofizikus
- Kerecsényi Dezső (1898–1945), irodalomtörténész, kritikus, a Magyar Tudományos Akadémia levelező tagja
- Lehr Albert (1844–1924), nyelvészet, a Magyar Tudományos Akadémia rendes tagja
- Lipták Pál (1914–2000), antropológus
- Melich János (1872–1963), nyelvészet, a Magyar Tudományos Akadémia rendes tagja
- Mikola Sándor (1871–1945), fizika, a Magyar Tudományos Akadémia rendes tagja, 1928-tól igazgató
- Móczár László (1914–2015), biológus
- Pecz Vilmos (1854–1923), klasszikus filológia, a Magyar Tudományos Akadémia rendes tagja
- Petz Gedeon (1863–1943), germán filológia, a Magyar Tudományos Akadémia rendes tagja
- Rátz László (1863–1930) a gimnázium legendás matematikatanára volt, aki többek közt Neumannt és Wignert is tanította; a Rátz László-érem és a Rátz Tanár Úr-életműdíj névadója
- Renner János (1889–1976), fizika (fizikus, geofizikus), Kossuth-díjas, Eötvös Loránd tanítványa, Harsányi János tanára, igazgató
- Sárkány Sándor (1906–1996), botanikus, Széchenyi-díjas
- Szénássy Sándor (1828–1872), klasszikus filológia, a Magyar Tudományos Akadémia levelező tagja
- Taubner Károly (1809–1860), matematika, a Magyar Tudományos Akadémia levelező tagja
- Tolnai Vilmos (1870–1937), nyelvészet és irodalomtörténet, a Magyar Tudományos Akadémia rendes tagja
- Vajda Péter (1808–1846), szépírás, pedagógia, természettudomány, a Magyar Tudományos Akadémia levelező tagja
- Vermes Miklós (1905–1990), fizika, Kossuth-díjas